# Chalcoscirtus paraansobicus
Chalcoscirtus paraansobicus är en spindelart som beskrevs av Yuri M. Marusik 1990. Chalcoscirtus paraansobicus ingår i släktet Chalcoscirtus och familjen hoppspindlar. Inga underarter finns listade i Catalogue of Life.